# 다카코 20경
다카코 20경(일본어: 高子二十境)은 일본 후쿠시마현 다테시에 있는 경승지이다.
에도 시대 중기에 무쓰국 다테군의 한문학자 구마사카 하료(熊坂覇陵)가 중국 산서성 시안시에 있는 '망천이십경'(輞川二十景)을 따라 현지 20곳의 경관지를 골라 각각의 땅에 이름을 붙여 한시를 읽은 것으로 시작된다. 구마사카 하료, 다이슈(台州), 이와타니(磐谷) 외 구마사카 삼대 부자과 화가 다니 분초(谷文晁)의 그림이 남는 명경지이며, 다카코누마(高子沼)도 포함되어 있다.
현재, 다카코 20경에 비정되는 장소에는 이론이 있어, 당시의 장소와는 다를 가능성이 있다. 또, 메이지 시대에 다카코 20경의 명칭이 글자명에 사용되게 되어, 현재도 다테시의 가미호하라 지구에 남아 있다.

## 목록
1. 단로반 (丹露盤)
2. 교쿠토간 (玉兎巖)
3. 조쇼레이 (長嘯嶺)
4. 류세키간 (龍脊巖)
5. 사이시가이 (採芝崖)
6. 기운쿠쓰 (帰雲窟)
7. 쇼키한 (将帰阪)
8. 리슈코 (狸首岡)
9. 인센 (隠泉)
10. 고시히 (高子陂, 다카코누마)
11. 후키오 (不羈坳)
12. 주스이가이 (拾翆崖)
13. 헨쇼겐 (遍照原)
14. 소마레이 (走馬嶺)
15. 하쿠로호 (白鷺峰)
16. 우잔 (雩山)
17. 우후잔 (禹父山)
18. 구코코쿠 (愚公谷)
19. 하쿠운도 (白雲洞)
20. 고쇼큐 (古樵丘)